# Белогорлый американский стриж
Белогорлый американский стриж (лат. Cypseloides cryptus) — вид птиц семейства стрижиных. Птица с плотным телосложением и коротким квадратным хвостом. Оперение тёмное, почти чёрное, по сторонам лба и над глазами находятся более светлые перья с белыми кончиками, на подбородке белое пятно. В полёте постоянно машут крыльями, почти не переходя на скольжение.
Белогорлый американский стриж обитает в тропических регионах в Центральной и на севере Южной Америки, предпочитает горные и равнинные вечнозелёные леса. Питается насекомыми в воздухе, возможно собирает добычу с листьев. Реже, чем другие стрижи, собирается в стаи. Строит гнёзда на небольших выступах или в углублениях скал около водопадов, откладывает одно белое яйцо. Инкубационный период по оценкам составляет около 30 дней, птенцы остаются в гнезде 55—58 дней.
Вид был описан Джоном Тоддом Зиммером в 1945 году, на основе экземпляра, полученного в 1899 году и хранящегося в Американском музее естественной истории. Среди родственных видов учёные называют Cypseloides storeri, объединяя их иногда в один вид, или стрижика Ротшильда и тёмного американского стрижа. Международный союз орнитологов относит его к американским стрижам и не выделяет подвидов.

Распространение

## Описание
Стриж среднего размера с длиной тела 15 см, длиной крыла 134,4 мм и массой 35 г. У него плотное телосложение и относительно короткий квадратный хвост. Стержни у перьев хвоста хорошо развиты. Согласно исследованиям в Бразилии, самцы несколько крупнее самок. Возможно, у них различается оперение подхвостья.
Оперение сверху тёмное, крылья и хвост почти чёрные. По сторонам лба перья светлее, с узкими белыми кончиками. Узкая полоса перьев с белыми кончиками продолжается над глазами к центру. Важной отличительной чертой является белый пятно на подбородке, по словам Зиммера, у самок это пятно выражено слабее. Внутренняя сторона перьев крыла светлее внешней, особенно у третьестепенных маховых перьев. Взрослые птицы встречаются в двух расцветках, чёрной и коричневой, причём вторая — равномерное тёмно-коричневое оперение — может соответствовать остаткам оперения птенцов. Чёрное оперение значительно темнее коричневого, особенно снизу, кончики перьев и пятна на подбородке более контрастны. Оперение птенцов тёмно-коричневое, более чёрное сверху. Кончики перьев в нижней части груди, по бокам и на подхвостье, крайних кроющих и второстепенных маховых перьев окрашены в белый. Подхвостье обычно немного светлее груди. По сторонам головы и на подбородке перья заметно бледнее, с коричневатыми кончиками, ширина кромки становится меньше по направлению к затылку. Пятно на подбородке сформировано белыми и коричневыми перьями.
Мануэль Марин (англ. Manuel Marin) и Фрэнк Гарфилд Стайлс отметили, что все пойманные в августе 1985 и 1986 годов в Коста-Рике птицы, имели от одного до четырёх новых первостепенных маховых перьев. Учёные предположили, что линька начинается в июне, во время инкубационного периода.

### Схожие виды
По словам Фила Чантлера, в полёте заметить светлый подбородок белогорлого американского стрижа очень тяжело и для его выделения среди остальных представителей подсемейства в первую очередь следует обращать внимание на хвост. У чёрного (Cypseloides niger), белогрудого (Cypseloides lemosi), красношейного (Streptoprocne rutila) американских стрижей и венесуэльского стрижика (Streptoprocne phelpsi) хвост более длинный, с заметным разрезом, а белогорлый американский стриж имеет короткий, почти прямой хвост, углубление составляет около 1 мм. Чёрный американский стриж также отличается более светлой головой, а у остальных кончики перьев часто окрашены в белый. От молодого красношейного американского стрижа, у которого воротник ещё не заметен, данный вид отличается более тёмным и менее матовым оперением.
Особенно сложно отличать белогорлого американского стрижа от пятнистолобого (Cypseloides cherriei), который обладает немного меньшими размерами, но очень тёмным оперением и квадратным хвостом. Зиммер также отметил сходство формы клюва и оперения вокруг него у белогорлого, пятнистолобого и сумеречного (Cypseloides senex) американских стрижей. Белогорлый и пятнистолобый американские стрижи обитают на одной территории на севере Венесуэлы, северо-востоке Колумбии и на тихоокеанском побережье Коста-Рики. У пятнистолобого американского стрижа хвост длиннее и слегка скруглённый, с менее развитыми стержнями у перьев. В хорошую погоду у него можно заметить пятна около глаз. На подхвостье у птенцов белогорлого американского стрижа белый край перьев шире, он более заметен, чем у пятнистолобого американского стрижа.
Ареал белогорлого американского стрижа не пересекается с ареалами тёмного американского стрижа (Cypseloides fumigatus), стрижика Ротшильда (Cypseloides rothschildi) и Cypseloides storeri. Первые два вида имеют немного более светлое оперение, а последний, по словам Фила Чантлера, не различим в полевых условиях. По сравнению с тёмным и чёрным американскими стрижами и стрижиком Ротшильда у белогорлого пропорционально короче хвост и плюсна. Зиммер отмечал также более округлые ноздри и небольшие различия в оперении около клюва по сравнению с чёрным американским стрижом, обладающим эллиптическими ноздрями.
От иглохвостов (Chaetura), представители которых — короткохвостый (Chaetura brachyura) и полосатохвостый (Chaetura spinicaudus) иглохвосты — обитают в Бразилии на той же территории, белогорлый американский стриж отличается более длинным телом и заметно более острыми крыльями.

## Поведение
Белогорлый американский стриж редко собирается в крупные стаи. Марин и Стайлс в апреле — июне на реке Тириби отмечали погони, в которых участвовало от двух до четырёх птиц. В полёте белогорлые американские стрижи постоянно машут крыльями, почти не переходя на скольжение, их полёт напоминает полёт летучих мышей или быстрых голубей, например голубей-лептотил (Leptotila).
12 мая 1986 года Марин и Стайлс наблюдали пару птиц, прицепившихся к скале в 40 см от почти построенного гнезда. Они сидели бок о бок, почти касаясь друг друга, под постоянными брызгами воды от водопада. Движения стрижей были замедленными, летаргическими.
Основными звуковыми сигналами являются короткие, часто повторяющиеся, щелчки «tik» или «week». Иногда они переходят в продолжительную позывку «tik…tik…tik… shree-shree-shree-reereereerrrrr» или «week…week…week…shree-shree-shree-reereereerrrrrr». Вокализация у белогорлого американского стрижа менее «электрическая», чем у красношейного. В ночное время птицы производят постоянный шум и серии резких сигналов, возможно использующихся для эхолокации.

## Распространение
Ареал белогорлого американского стрижа изучен слабо и включает горные склоны на Карибском побережье Белиза, Гватемалы, Гондураса, Никарагуа и Коста-Рики, Анды Венесуэлы, Колумбии, Перу и Эквадора, горные районы на севере Венесуэлы, тепуи на юге страны, а также в Гайане, Суринаме и на севере Бразилии. Международный союз охраны природы не включает в ареал Гватемалу, Суринам и Бразилию, но относит к нему Мексику и оценивает его площадь в 6 400 000 км². В Центральной Америке птиц крайне редко отмечали в Белизе, Гватемале, Гондурасе и Никарагуа, по неподтверждённой информации белогорлых американских стрижей видели на юго-востоке Мексики. В Южной Америке птиц неоднократно отмечали в Колумбии, крайне редко в Эквадоре и в Перу, в том числе на границе с Бразилией. На северо-востоке Южной Америки белогорлых американских стрижей отмечали в Венесуэле, Суринаме, Гайане и Бразилии. Первые подтверждённые сведения о птицах в Суринаме и Бразилии опубликованы в 2006 и 2008 годах, соответственно. Зиммер определял ареал белогорлого американского стрижа как Перу, Британская Гвиана, горные районы на востоке Венесуэлы, Коста-Рика и, возможно, Панама.
Белогорлый американский стриж предпочитает горные и равнинные вечнозелёные леса, нагорья с ущельями и водопадами на высоте до 3000 м над уровнем моря. В Коста-Рике птицы обитают на высоте 1000—1500 м над уровнем моря в регионе, включающем саванну, влажные первичные леса и сельскохозяйственные территории. Изредка птиц отмечали в районах с невысоким кустарником. Белогорлый американский стриж ведёт оседлый образ жизни.
Международный союз охраны природы относит белогорлого американского стрижа к видам, вызывающим наименьшие опасения, однако отмечает, что численность птиц снижается. Белогорлые американские стрижи редко встречаются в пределах своего ареала, известно только несколько мест обитания в Колумбии и Венесуэле, на Коста-Рике их плотность также невелика. Бразильские учёные в 2015 году назвали его одним из самых редких стрижей Нового Света, в различных коллекциях хранится не более 20 тушек этого вида.

## Питание
Рацион белогорлого американского стрижа известен по содержимому четырёх желудков и двух болюсов, полученных в Коста-Рике. На 92 % он состоял из перепончатокрылых (Hymenoptera), в основном муравьёв (Formicidae) и хальцид Blastophaga. Среди остальных насекомых встречались жесткокрылые (Coleoptera), двукрылые (Diptera), чешуекрылые (Lepidoptera), полужесткокрылые (Hemiptera) и равнокрылые (Homoptera).
На севере Венесуэлы рацион двух самок включал большое количество древесных муравьёв Azteca и Crematogaster. В Бразилии в желудках трёх птиц было обнаружено 72,2 % (26 насекомых) перепончатокрылых и 27,8 % (10) полужесткокрылых (Hemiptera), ещё у двух птиц желудки были полностью пустыми. Среди идентифицированных насекомых было большое количество муравьёв и настоящих листоблошек (Psyllidae). Возможно, стрижи снимали последних непосредственно с листьев, так как большую часть своего жизненного цикла эти насекомые слабо активны. Такой способ охоты крайне редок среди стрижей, предполагается, что птицы при этом существенно снижают скорость. Подобное поведение наблюдалось у серобрюхого (Chaetura vauxi) и короткохвостого (Chaetura brachyura) иглохвостов. Известно также, что некоторые виды стрижей могут снимать насекомых с поверхности водоёмов.
Птицы образуют стаи с другими представителями родов Cypseloides и Streptoprocne, изредка с представителями других родов, но являются менее общительными, чем остальные стрижи. Питаются высоко над землёй и над другими стрижами. Были отмечены в Колумбии в конце сентября и начале октября охотящимися на роящихся насекомых вместе с ошейниковым (Streptoprocne zonaris), красношейным, чёрным, белогрудым и пятнистолобым американскими стрижами. В Бразилии белогорлые американские стрижи охотились в стае с вилохвостыми карликовыми стрижами (Tachornis squamata).

## Размножение
В Коста-Рике белогорлый американский стриж откладывает яйца немного раньше, чем ошейниковый и пятнистолобый американские стрижи. Однако, информации о гнёздах этого вида очень мало чтобы делать какие-то выводы. В Коста-Рике кладка яиц приходится на период с начала мая по конец июня, в Бразилии птенцов в гнезде отмечали а августе, поэтому по оценкам Эндрю (англ. Andrew Whittaker) и Стивена Уиттакеров (англ. Steven Araújo Whittaker) кладка яиц происходит в те же месяцы, что и в Коста-Рике. По другим данным, птицы откладывают яйца уже в марте. Скорее всего белогорлые американские стрижи ждут сильных дождей, при этом насиживание птенцов в Бразилии приходится уже на заметно более сухое лето. В Колумбии готовых к размножению птиц ловили в январе и апреле, но нет достоверной информации о том, что они откладывают яйца в этом регионе.

### Гнёзда
Белогорлые американские стрижи строят гнёзда на небольших выступах скал или в углублениях и нишах диаметром 15—20 см. Часто гнёзда расположены довольно высоко, до 20 м от подножия водопада, но учёные отмечали их и на высоте 1—4 м. Гнездо спрятано за растениями, обычно представителями рода Pilea семейства крапивных, иногда мхами. Оно не находится непосредственно под водопадом, но на него постоянно попадает вода и оно всегда остаётся влажным. Закреплению гнезда на скале способствует скудная естественная растительность, вследствие чего птицы строят гнездо на более светлых и влажных участках, чем, например, ошейниковый американский стриж. 12 мая 1986 года Марин и Стайлс в Коста-Рике наблюдали птиц, сидящих около гнезда, расположенного на скале с отклонением 10—15° от вертикали.
Белогорлый американский стриж строит неглубокое чашеобразное гнездо, в котором невозможно спрятать яйцо от посторонних глаз. Обычно гнездо расположено на плоской поверхности, а в его основании лежит много грязи, смешанной с мхами и печёночниками. Само гнездо построено из тех же материалов, с меньшим количеством грязи и добавлением растительных волокон. Оно может быть украшено зелёными листьями, мхами или нитевидными водорослями. Размеры гнезда в среднем составляют 76,5 × 107 мм при высоте 48 мм, а углубления в гнезде — 49,5 × 65,5 мм при глубине 13,5 мм. Гнездо, включая верхний слой, постоянно сильно увлажнено, 50—60 % его массы составляет вода.
Хотя гнёзда строятся на немногих подходящих участках, расположены они по отдельности, а не колониями. Основываясь на количестве гнёзд в Коста-Рике, Марин и Стайлс предположили, что численность вида в регионе намного выше, чем предполагалось ранее.

### Яйца и птенцы
Кладка белогорлого американского стрижа обычно состоит из одного яйца белого цвета. Средние размеры яйца в Кости-Рике — 28,23 × 19,41 мм при массе 5,9 г, что составляет 16,7 % от массы взрослой птицы. Инкубационный период в Коста-Рике оценивается в 30 дней, но точные данные отсутствуют. В это время родители крайне редко меняются на гнезде.
Вылупившиеся птенцы голые, слепые и беспомощные. У них розовая кожа, немного сероватая на голове, крыльях и спине. Ноги мягкие, крупные и хорошо развитые, на розоватом клюве хорошо заметен яйцевой зуб. В возрасте 10 дней у птенцов открываются глаза, кожа на голове становится чёрной и сморщенной, появляется едва заметный первый пух чёрного цвета на голове и снизу и тёмно-серого — сверху. К 11—12 дням, клюв и ноги становятся стального серого цвета, глаза полностью открываются, пух продолжает расти, а оперение только начинает проклёвываться. В 18—19 дней птенцы полностью покрыты пухом, появляться внешние маховые и контурные перья, пропадает яйцевой зуб. В 20—21 день у птенцов появляются рулевые перья. К 33 дням в некоторых местах основное оперение перерастает пух, становятся заметны белые кончики перьев, внешние первостепенные маховые перья достигают четверти своей полной длины. В 45—46 дней у птенцов полностью вырастают второстепенные и внутренние первостепенные маховые перья. Шесть внешних первостепенных маховых перьев продолжают расти, они достигают 90 % длины возрасте 51—53 дня. Птенцы остаются в гнезде 55—58 дней.
На протяжении первых четырёх недель птенцы заторможены, с плохой координацией, постепенно они становятся более активными, с 38-го дня демонстрируют агрессивное поведение — потревоженные птенцы поднимают оба крыла. Всё это время они остаются очень тихими и не издают никаких звуков. Первую половину времени в гнезде масса птенцов быстро растёт, затем рост замедляется. Максимальной массы они достигают за 10 дней до вылета из гнезда. По мнению Марина и Стайлса, начиная с 10—15 дней, возраст птенцов следует определять по длине крыла, так как оно растёт очень линейно.
Информация о репродуктивном возрасте и продолжительности жизни белогорлого американского стрижа отсутствует.

## Систематика
В 1945 году американский орнитолог Джон Тодд Зиммер изучал несколько экземпляров птиц, собранных в 1939 году и переданных в Институт Ла-Салль в Боготе в Колумбии для идентификации. В рамках этого исследования Зиммер выделил некоторых птиц, найденных ранее, в новый вид Cypseloides cryptus. Типовой экземпляр был получен около Рио-Тавара (исп. Rio Tavara) в Перу 16 ноября 1899 года и хранился в Американском музее естественной истории.
Некоторые учёные объединяют в один вид белогорлого американского стрижа и Cypseloides storeri — они полагают, что Cypseloides storeri является подвидом белогорлого американского стрижа или тем же таксоном, но во время миграции. Другие объединяют их в одну группу со стрижиком Ротшильда (Cypseloides rothschildi) и тёмным американским стрижом (Cypseloides fumigatus).
Международный союз орнитологов относит данный вид к американским стрижам (Cypseloides) и не выделяет подвидов.